# Frank van der Plas
Frank van der Plas (Amsterdam, 20 mei 1960) is een Nederlandse (stem)acteur.

## Beschrijving
Van der Plas werd bekend door het spelen van het typetje Ome Henk, een eeuwig chagrijnig en asociaal figuur die allerlei avonturen beleeft. De verhalen hebben een absurd, karikaturaal karakter en eindigen traditioneel in een explosie. De meeste liedjes van Ome Henk, die ook worden gezongen door Van der Plas, zijn bestaande melodieën met een alternatieve, humoristische tekst. De stem van Ome Henk was op zijn eerste twee cd's een imitatie van die van dominee Gremdaat, op latere albums gaf Van der Plas het typetje een meer plat accent ("Stelletje halleve zole!").
Vanaf 1991 verschenen er bijna jaarlijks een muziekalbum, single en strips.
In 2006 nam Van der Plas het feestnummer "Ik wil knallen" op met Patty Brard. De single kwam in de Nederlandse hitlijsten op de vijfde plek.